# Platygaster luteocoxalis
Platygaster luteocoxalis is een vliesvleugelig insect uit de familie van de Platygastridae. De wetenschappelijke naam van de soort is voor het eerst geldig gepubliceerd in 1966 door Kozlov.